# Griffel
En griffel är ett ålderdomligt skrivredskap gjort av en sorts gråaktig lerskiffer, s.k. griffelskiffer avsedd att användas på en griffeltavla. Griffelskiffern var mjukare än tavelskiffern och skavdes därför av mot tavlan. Tillgången på lämplig griffelskiffer, främst från Storbritannien och Tyskland var begränsad och griffeln som skrivredskap ersattes efterhand med kritor.
Ordet griffel kan även avse en stylus, ett stiftformigt skrivredskap som under antiken användes för att skriva på vaxtavlor, eller i överförd betydelse även en penna eller annat skrivverktyg i allmänhet.
Ordet "griffel" är belagt i svenska språket sedan 1670.